# 晴れ ときどき くもり
『晴れ ときどき くもり 』（はれ ときどき くもり）は、本田美奈子の9枚目のオリジナル・アルバム。1995年6月25日にリリースされた。

## 解説
ミュージシャン（海援隊などのベーシスト、スタジオミュージシャン、ツァーサポート他）と兼業で音楽プロデューサーとして活動していた牧田和男がマーキュリーの契約プロデューサーとして復帰後（日本フォノグラム邦楽再開時代にも在籍、前作『JUNCTION』にも関わっていた）制作担当した作品。本田との二人三脚で制作された熱のこもった作品となり、本田自身も初めて等身大で素直に作れた作品と後にラジオで語っている。すべての打ち合わせ・レコーディングに本田自身も参加、以降のレコーディングや作品作りの本田の大切な基本になっている。
後にクラシック界に進出したときにも、本田は「手作りでやりたい。自分で料理を作るように、丁寧に打ちあわせをして作っていきたい」ということを担当ディレクターにまず提案したという。また、牧田のポリシーでヴォーカルテイクには一切手を加えていない。切り貼りなしの一本OKテイクのみの採用というレコーディングスタイルとなっている。
現役ミュージシャンでありながら数多くのプロデュース作品を手がけていた牧田プロデュースには、本田にとって初の出会いとなる作詞家・作曲家・編曲家・ミュージシャンとの出会いがあり、その後の本田のライブ活動やレコーディングを支えたメンバー（田代修二、有森聡美）との出会いともなった作品である。
THE BOOMの宮沢和史の楽曲は当初2曲の予定であったが、本田の歌声に触発され、1曲追加されて3曲となった。当時、本田と雑誌で対談し、『ミス・サイゴン』を観ていなかったら（楽曲の提供は）断っていたと思うと語っている。
作曲家でシンガーソングライターの山梨鐐平も当初1曲の提供の予定だったが、本田自身が山梨のメロディーに魅了され、また山梨は牧田の友人でもあったため短い時間で親交を深めることもでき、レコーディング中に追加作曲を自身が依頼し、本アルバムに2曲、その後のシングル用に1曲がレコーディングされている。

## 収録曲
1. 月見草 [3:30]
作詞・作曲：宮沢和史、編曲：チト河内・宮沢和史
2. 幸せ届きますように。 [4:51]
作詞：本田美奈子、作曲：楠瀬誠志郎、編曲：大村雅朗
  - ヒットアレンジャーとして有名だった大村雅朗が作・編曲活動を停止しプロデューサーとして活動準備に入っていたが、共に20代の駆け出しの頃先輩だった大村が後輩牧田/楠瀬の要請に応え、編曲家として参加した作品（2年後の1997年6月に病死）。
3. Bye Bye [4:40]
作詞：有森聡美、作曲：Osny Melo、編曲：田代修二
4. Fall In Love With You -恋に落ちて- [6:05]
作詞：岩谷時子、作曲：楠瀬誠志郎、編曲：武部聡志
  - 作曲者楠瀬誠志郎とのデュエット曲。可愛らしく歌う本田美奈子と、軟らかく澄んだ楠瀬とのハーモニーが心地よい曲である。
5. 私たちのTreasure [5:47]
作詞：田口俊、作曲：山梨鐐平、編曲：牧田和男・4.16 MINAKO FRIENDS BAND
  - レコーディングを覗きにきた山梨に、本田が「曲作って」と依頼して急遽できた曲。
  - 時間のない中困ったプロデューサーの牧田は、仲間のミュージシャンを手配し、本田の意向を聞き自らが編曲した。作詞には牧田の関西からの同級生でもあり、既に本アルバムのカバー曲の日本詞を担当した田口俊に依頼を決め、打ち合わせに同席した本田と田口がスタジオロビーにて2時間にわたって詞についてバトルをしたという逸話が残っている。
  - 沢山の業界人が行きかう場所も忘れ、大声でお互いゆずりあわなかったが、その間、牧田は2人の間で一言も発することなく見守り、「じゃ田口よろしく」と笑顔で打ち合わせを締めた。
  - 牧田に「なんで私を助けてくれなかったの?? あんなに言われ続けてるのに!! 作詞家にあんな事言われた事ない、嫌」と言った本田に、「楽しいいい時間だったんじゃない?? 出来上がりを見てから好き嫌いしたら?? 嫌なら採用しなくてもいいから」と牧田は返した。2日後、レコーディング中のスタジオに来た田口からのFAXを見て本田は「そっか…これを彼は言ってたのか…いいじゃん…プロだね。…でもあの日の事は悔しいわ」とバトルを思い出して悔しさは忘れていなかったらしい。
  - 「コンピューターで打ち込める時代に、はい美奈子タンバリン担当って渡されて…何度もずっと叩かされたんだから。終わったら手、まっかっかだったよ、信じられなかった(笑) 叩き方悪いとかブースの向うから平然と言うし、初めてだっていうのに…でも段々のせられて、私のコントロール方法知ってるから悔しい(笑)」と、タンバリン奏者としてクレジットされた本田は語っている。
6. この歌をfor you [3:53]
作詞：本田美奈子、作曲：MIO、編曲：富田泰弘
  - 「ら・ら・ば・い〜優しく抱かせて」のc/w曲
7. 僕の部屋で暮らそう [5:16]
作詞・作曲・編曲：宮沢和史
8. June [3:58]
作詞・作曲：山梨鐐平、Wordsインスピレーション：本田美奈子、編曲：田代修二
9. かげろう [5:11]
作詞・作曲：宮沢和史、編曲：安斎直宗・宮沢和史
10. It's My Party [3:49]
作詞・作曲：W.Gold, J.Gluck Jr., H.Wiener、日本語詞：田口俊、編曲：牧田和男・4.25 MINAKO FRIENDS BAND
  - レスリー・ゴーアの歌唱によって知られる楽曲のカバー。アルバム録音に参加したメンバーがコーラスなどで参加している。また、所属事務所スタッフ、本田の家族や地元朝霞の友人たちもクレジットされている。このアルバムのレコーディングが伝わってくるアットホームなテイク。
11. Lullaby〜優しく抱かせて [Special Presents Version] [6:32]
作詞：有森聡美、作曲：MIO、編曲：MAKI X MINAKO（牧田和男×本田美奈子）、オリジナルストリングスアレンジ：富田泰弘
  - テレビアニメ『魔法騎士レイアース』のエンディング・テーマ曲としてシングルリリースされたものと違い、攻撃的で低音域を利かせたアレンジとなっており、ボーカルがなければ同一曲とは思えないほどイメージが変わっている。編曲とシンセ・キーボードの演奏に本田も関わっている。